# Piedra Gorda, Veracruz
Piedra Gorda är en ort i Mexiko.   Den ligger i kommunen Cuitláhuac och delstaten Veracruz, i den sydöstra delen av landet, 270 km öster om huvudstaden Mexico City. Piedra Gorda ligger 297 meter över havet och antalet invånare är 202.
Terrängen runt Piedra Gorda är lite kuperad, och sluttar brant österut. Runt Piedra Gorda är det ganska tätbefolkat, med 134 invånare per kvadratkilometer. Närmaste större samhälle är Cuitláhuac, 7,5 km nordväst om Piedra Gorda. Trakten runt Piedra Gorda består till största delen av jordbruksmark.